# Marius Briceag
Marius Briceag (n. 6 aprilie 1992, Pitești, România) este un fotbalist român, care joacă pe post de fundaș la Argeș în SuperLiga României.